# گروپو پاو دی آسوکار
گروپو پاو دی آسوکار (به پرتغالی: Grupo Pão de Açúcar) شرکت خرده‌فروشی برزیلی است، که در زمینه فروش و توزیع مواد غذایی، کالاهای مصرفی، لوازم خانگی و تجهیزات الکترونیکی فعالیت می‌نماید.
شرکت گروپو پاو دی آسوکار در سال ۱۹۴۸ تأسیس شد و در حال حاضر با در اختیار داشتن شبکه گسترده‌ای از ۹۷۱ فروشگاه با برند ویواوارجو، ۱۶۵ سوپرمارکت با برند پاو دی‌آسوکار، ۱۳۸ هایپرمارکت، ۱۵۷ داروخانه، ۳۵۰ مینی‌مارکت و ۸۵ جایگاه پمپ بنزین با برند اکسترا، به‌عنوان بزرگترین شرکت خرده‌فروشی آمریکای لاتین شناخته می‌شود.
دفتر مرکزی گروه پاو دی آسوکار در شهر سائوپائولو، برزیل قرار دارد و بخش خدمات لجستیکی و توزیع کالای این شرکت نیز در شهرهای ریو د ژانیرو، برازیلیا، فورتالزا، کوریتیبا و ریسیف مستقر می‌باشند. بخشی از سهام گروپو پاو دی آسوکار در بازارهای بورس نیویورک و بورس سائوپائولو معامله می‌شود. بزرگترین سهام‌دار این شرکت، کمپانی گروپ کازینو می‌باشد.